# موریتس‌هیدا
موریتس‌هیدا (به مجاری:  Mórichida) یک شهرداری در مجارستان است که در ناحیه تت واقع شده‌است. موریتس‌هیدا ۳۲٫۳۱ کیلومتر مربع مساحت و ۸۱۸ نفر جمعیت دارد.